# Imocetus
Imocetus — вимерлий рід зифіїдних китоподібних, з одним видом, G. piscatus, з міоцену Португалії та Іспанії. Етимологія після imum, що означає «дно океану», і cetus, що означає «кит». Piscatus означає «виловлений». Типовий зразок знаходиться в Museu da Lourinhã.